# Recofarma
Recofarma é uma empresa brasileira sediada na cidade de Manaus que atua na área de produção de bebidas, sendo a fabricante da Coca-Cola Brasil e de toda suas marcas, entre elas o refrigerante mais vendido do mundo, a Coca-Cola. Em 2011, a Recofarma se tornou a maior exportadora do estado, com uma geração de 120 milhões de dólares em exportações. A Recofarma é a 3ª maior fabricante em volume de produção da Coca-Cola no mundo.

## História
A Recofarma Indústria do Amazonas Ltda é uma sociedade limitada fundada em 2 de agosto de 1966 na cidade de Manaus, capital do Amazonas.
Em 2011, foi eleita pela Great Place to Work Institute, como uma das melhores empresas para se trabalhar no país.